# Bourbach-le-Haut
Bourbach-le-Haut (Oberburbach in tedesco) è un comune francese di 415 abitanti situato nel dipartimento dell'Alto Reno nella regione del Grand Est.

## Società

### Evoluzione demografica
Abitanti censiti